# Pietro Giacomo Rogeri
Pietro Giacomo Rogeri (* 1665; † 1724) war ein italienischer Geigenbauer.
Ebenso wie sein jüngerer Bruder Giovanni Paolo (1667–vor 1705) arbeitete Pietro Giacomo Rogeri ab etwa 1690 als Assistent seines Vaters
Giovanni Battista Rogeri. Seine frühesten eigenen Instrumente datieren von 1705. Qualitativ schlossen sie an die Arbeiten seines
Vaters an, allerdings ließ er häufig die filetti (Holzeinsätze am Rand des Resonanzbodens) weg und verwendete eine schlechtere
Lackqualität.